# Sân bay quốc tế Mattala Rajapaksa
Sân bay quốc tế Mattala Rajapaksa (tiếng Sinhala: මත්තල රාජපක්ෂ ජාත්‍යන්තර ගුවන්තොටුපළ, đã Latinh hoá: Mattala Rājapakṣa Jātyantara Guvantoṭupaḷa; tiếng Tamil: மத்தல ராஜபக்ஷ சர்வதேச விமானநிலையம், đã Latinh hoá: Mattala Rājapakṣa Carvatēca Vimāṉanilaiyam) (IATA: HRI, ICAO: VCRI) (còn được gọi là sân bay quốc tế Hambantota) (IATA: HRI, ICAO: VCRI) là một sân bay quốc tế phục vụ thành phố Hambantota ở phía đông nam Sri Lanka. Sân bay quốc tế Mattala Rajapaksa là sân bay lớn thứ hai Sri Lanka, sau sân bay quốc tế Bandaranaike. Nó được đặt tên theo dòng họ Rajapaksa. Đây là sân bay mới nhất ở Sri Lanka. Nó cũng là sân bay mô hình đất xanh (greenfield) đầu tiên trong Sri Lanka.
Dự án sân bay đã được triển khai như một dự án sinh thái thân thiện. Sân bay này có tổng mức đầu tư ước tính 210 triệu đô la Mỹ, lúc xây xong, sẽ nằm trên diện tích 2.000 ha. Nó được xây dựng để tương thích với các máy bay Airbus A380 mới nhất và đã được thiết kế theo kiến nghị của Tổ chức Hàng không Dân dụng Quốc tế.
Do số lượng chuyến bay thấp, người ta đã đề xuất cung cấp dịch vụ đỗ máy bay dài hạn cũng như lập nên các trường bay và dịch vụ bảo dưỡng được cung cấp từ sân bay. Vào năm 2016, chính phủ Sri Lanka đã kêu gọi Expressions of Interest điều hành các hoạt động thương mại của sân bay vì sân bay không tạo ra đủ doanh thu để trả các khoản vay. Từng được Forbes gọi là "Sân bay quốc tế trống trải nhất thế giới" do số lượng chuyến bay thấp mặc dù kích thước của sân bay lớn. Tuy nhiên, vào năm 2020, Chính phủ Sri Lanka mới được bầu đã hủy bỏ các cuộc đàm phán với Ấn Độ để điều hành sân bay như một liên doanh. Trong Đại dịch COVID 19, sân bay đã chứng kiến sự gia tăng lưu lượng do các chuyến bay hồi hương, thuê chuyến và vận chuyển các thuyền viên.